# Jane Brigode
Jane Brigode, née Ouwerx le 30 mai 1870 à Rummen (desormais Geetbets) et morte le 3 mai 1952 à Forest en Belgique, est une femme politique belge libérale et féministe. Elle est notamment l'une des fondatrices de plusieurs organisations politiques, comme la Fédération belge pour le suffrage des femmes en 1913, l'Union des femmes libérales de l'arrondissement de Bruxelles en 1921 et la Fédération nationale des femmes libérales en 1923 et a présidé la Ligue belge du droit des femmes. De 1937 à 1947, elle est la co-présidente du Parti libéral belge, première femme à occuper ce poste.

## Biographie

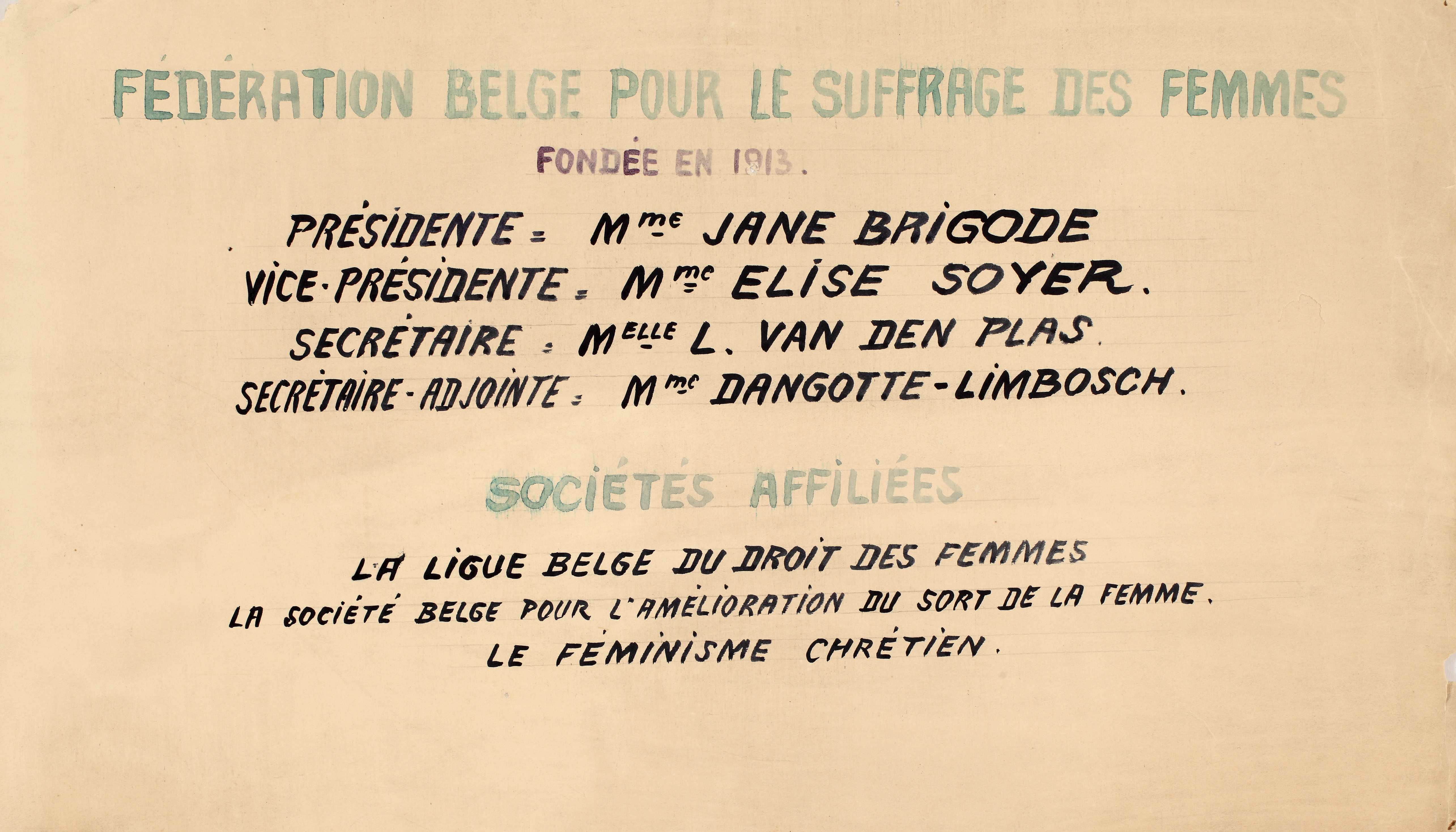
Liste des membres dirigeants lors de la fondation de la Fédération belge pour le suffrage des femmes en 1913, dont Jane Brigode est la présidente.

### Jeunesse et formation
Jane Brigode est parmi les rares femmes de son époque à poursuivre des études supérieures. Elle obtient un diplôme d'institutrice, mais il semble qu'elle n'ait jamais exercé ce métier. 
Elle épouse l'architecte François Brigode, avec qui elle a quatre enfants.

### L'engagement féministe
Jane Brigode s'investit à partir du début des années 1900 dans le militantisme féministe.
Elle rédige en 1901 un projet de loi permettant aux femmes de faire partie du conseil de famille qui aboutit à la loi du 10 août 1909 et un avant-projet de loi autorisant les femmes à témoigner dans les actes d'état-civil, qui est adopté le 7 janvier 1908.
En 1902, elle participe à la conférence internationale féministe qui a lieu à Bruxelles, en tant que secrétaire. Elle devient ensuite, en 1903, trésorière de la Ligue belge du droit des femmes fondée par Marie Popelin en 1892, puis membre de son comité central et, enfin, secrétaire en 1908.
Lors de la création du Conseil des femmes de Belgique en 1905, elle y entre au nom de la Ligue. Elle y est d'abord secrétaire de la commission législative, puis présidente.
Elle s'investit également dans le secteur de l'éducation et fait partie de la Ligue de l'enseignement de 1912 à 1927. Elle milite ainsi en faveur de l'égalité des droits entre instituteurs et institutrices,.
À partir de 1913, elle prend la tête de la Ligue belge du droit des femmes, succédant à Marie Popelin au décès de celle-ci. La même année, le 10 février, elle participe à la fondation de la Fédération belge pour le suffrage des femmes,. 
Pendant la Première guerre mondiale, les activités féministes sont réduites. Le 8 août 1914, Jane Brigode crée avec Louise van den Plas et Marguerite Nyssens l'Union patriotique des femmes belges, une association avant tout patriotique et caritative, encourageant l’entraide féminine et qui poursuit ses activités après la fin du conflit,.  

#### Le suffrage féminin
La paix revenue, les socialistes et les libéraux réclament l’instauration du suffrage universel pur et simple pour les hommes de 21 ans ; les catholiques soutiennent cette demande à condition que le suffrage féminin soit introduit conjointement. Les socialistes et les libéraux s'opposent violemment à cette demande, même si au sein du Parti socialiste, les positions restent partagées, surtout pour des raisons stratégiques.
La Fédération belge pour le Suffrage des Femmes, dirigée par Jane Brigode (libérale), Louise Van den Plas (catholique) et Céline Dangotte-Limbosch (socialiste) organise des manifestations, des pétitions  et des conférences  dans tout le pays avec la collaboration du Conseil national des Femmes belges. 
Des soutiens sont apportés au mouvement par des revues féministes comme Le Féminisme chrétien de Louise Van den Plas et La Ligue, organe de la Ligue du Droit des Femmes et La Ligue Constance Teichmann, qui avait été créée en 1910 à Anvers par Elisabeth Belpaire pour organiser les œuvres sociales féminines chrétiennes. Sans s'opposer ouvertement à la revendication du droit de vote féminin, les principales associations catholiques n'y sont pas favorables, craignant que la politique ne détourne les femmes de leurs tâches « féminines ».
Finalement, un compromis intervient au Parlement et, le 15 avril 1920, la loi instaurant le suffrage féminin pour les élections communales est adoptée. Une loi du 19 février 1921 les rend également éligibles. Les élections communales ayant déjà eu lieu, une nouvelle loi du 27 août 1921 confirme, que les femmes peuvent devenir bourgmestre ou échevin, avec l’autorisation préalable de leur époux si elles sont mariées. Il ne s'agit cependant que d'une demi-victoire qui ne satisfait pas les féministes et ne convainc pas les opposants. Ainsi, les projets de loi qui s'ensuivent, visant à étendre le droit de vote des femmes aux élections provinciales ne seront pas adoptés.

### Le parti libéral
Jane Brigode entre au parti libéral dont elle organise en 1920, avec Marthe Boël, le premier congrès féminin. 
En 1921, lors des premières élections auxquelles les femmes peuvent prendre part, Jane Brigode devient conseillère communale libérale sans discontinuer jusqu’en 1946 et y exerce également la fonction d'échevine de l'Instruction publique, malgré les contestations des socialistes opposés à la nomination d'une femme, jusqu'en 1927 puis de 1933 à 1936 ou 1946. 
En 1921, elle fonde également avec Marthe Boël, l'Union des femmes libérales de l'arrondissement de Bruxelles.  La Fédération de l’arrondissement de Bruxelles reste par ailleurs tout à fait opposée au suffrage des femmes pour les élections provinciales et législatives malgré les efforts de Marthe Boël et de Jane Brigode. 
En 1923, elles fondent, avec Alice De Keyser-Buysse, la Fédération nationale des femmes libérales, que Jane Brigode représente au Conseil national du parti. La Fédération a pour but de coordonner les efforts des groupements politiques féminins libéraux, d’aider à la propagande libérale, spécialement parmi les femmes et d’intéresser celles-ci au mouvement politique et d’étudier les questions politiques et sociales revendications féminines.
Au cours des années 30, elle se joint aussi aux associations féministes qui défendent la liberté de travail des femmes à la suite de la proposition de loi Rutten visant à réduire le droit au travail de la femme mariée.
Durant la période de l’entre-deux-guerres, Jane Brigode devient une figure importante du libéralisme bruxellois.
À partir de 1924, elle s'implique également dans une campagne de lutte contre la « débauche et l'immoralité » avec la Ligue nationale belge contre le péril vénérien et l'Union patriotique des femmes belges qu'elle a fondée en 1914.
De 1937 à 1947, Jane Brigode est la co-présidente du Parti libéral belge. À la suite de la démission du président, elle assume clandestinement la présidence du parti, pendant la Seconde Guerre mondiale en organisant chez elle des réunions illégales,.
Après la guerre, c'est naturellement un homme qui reprend la présidence du parti libéral. Jane Brigode aura néanmoins été la première femme à diriger un parti, plus de trente ans avant l’accession d’Antoinette Spaak à la direction du FDF. 
Depuis 1921, les femmes peuvent voter pour le Sénat, sous certaines conditions très restrictives, liées à la guerre, mais peuvent être élues ou cooptées à cette assemblée, dans les mêmes conditions que les hommes, si ce n'est que les femmes mariées doivent avoir l'accord de leur mari. En 1946, Jane Brigode est donc candidate au Sénat pour le parti libéral mais n’obtient que peu de voix. Le parti libéral décide de coopter une autre femme, Georgette Ciselet, bien qu'elle n'ait pas d'expérience d’élue politique, contrairement à Jane Brigode qui a occupé différents mandats et a assuré la présidence durant tout l’entre-deux-guerres. Georgette Ciselet devient ainsi la première femme libérale à siéger au Parlement.  
Elle participe également à plusieurs autres associations militantes, comme la Ligue des familles nombreuses ou la Ligue contre le cancer.

## Récompenses officielles
- Chevalier de l'Ordre de Léopold[1]
- Officier de l'Ordre de Léopold II.
- Une pièce de monnaie commémorative est frappée par la Monnaie royale de Belgique en son hommage en 2020[10].